# NGC 7722
NGC 7722 (również PGC 71993 lub UGC 12718) – galaktyka spiralna (S0-a), znajdująca się w gwiazdozbiorze Pegaza. Odkrył ją Heinrich Louis d’Arrest 12 sierpnia 1864 roku. Jest to galaktyka z aktywnym jądrem typu LINER.